# Asociación de Fútbol Profesional de Imbabura
La Asociación de Fútbol Profesional de Imbabura es un subdivisión de la Federación Deportiva de Imbabura en el Ecuador. Funciona como asociación de equipos de fútbol dentro de la Provincia de Imbabura. Bajo las siglas AFI, esta agrupación está afiliada a la Federación Ecuatoriana de Fútbol.
La AFI incluye los siguientes equipos:

## Clubes afiliados
| Equipos de Primera División | Equipos de Primera División     | Equipos de Primera División | Equipos de Primera División | Equipos de Primera División | Equipos de Primera División | Equipos de Primera División | Equipos de Primera División | Equipos de Primera División | Equipos de Primera División | Equipos de Primera División |
| Serie A de Ecuador          | Serie A de Ecuador              | Serie A de Ecuador          | Serie A de Ecuador          | Serie A de Ecuador          | Serie A de Ecuador          | Serie A de Ecuador          | Serie A de Ecuador          | Serie A de Ecuador          | Serie A de Ecuador          | Serie A de Ecuador          |
| .                           | Equipo                          | Ciudad sede                 | Estadio                     | Títulos Serie A             | Títulos Serie B             |                             |                             |                             |                             |                             |
| --------------------------- | ------------------------------- | --------------------------- | --------------------------- | --------------------------- | --------------------------- | --------------------------- | --------------------------- | --------------------------- | --------------------------- | --------------------------- |
| 1                           | Imbabura Sporting Club          | Ibarra                      | Olímpico de Ibarra          | 0                           | 1                           |                             |                             |                             |                             |                             |
| Serie B de Ecuador          |                                 |                             |                             |                             |                             |                             |                             |                             |                             |                             |
| 1                           | Club Deportivo Leones del Norte | Atuntaqui                   | Olímpico de Ibarra          | 0                           | 0                           |                             |                             |                             |                             |                             |
| 2                           | San Antonio Fútbol Club         | Ibarra                      | Olímpico de Ibarra          | 0                           | 0                           |                             |                             |                             |                             |                             |

| 1  | Club Deportivo Luz de América            | Ibarra    |
| 2  | Club Deportivo 17 de Julio               | Ibarra    |
| 3  | Club Deportivo 28 de Abril               | Ibarra    |
| 4  | Club Deportivo 28 de Septiembre          | Ibarra    |
| 5  | Ibarra Fútbol Club                       | Ibarra    |
| 6  | Club Atlético Ibarra                     | Ibarra    |
| 7  | Club Deportivo Ibarra                    | Ibarra    |
| 8  | Club Deportivo Teodoro Gómez de la Torre | Ibarra    |
| 9  | Otavalo Fútbol Club                      | Otavalo   |
| 10 | Club Deportivo 2 de Marzo                | Atuntaqui |
| 11 | Atuntaqui Fútbol Club                    | Atuntaqui |
| 12 | Pilahuin Tío Sporting Club               | Otavalo   |
| 13 | Club Deportivo Acción Imbaburapac        | Cotacachi |
| 14 | Cotacachi Fútbol Club                    | Cotacachi |
| 15 | Club Deportivo Valle del Chota           | Ibarra    |

### Campeonatos
| Equipo                    | Campeonatos | Subcampeonatos | Años campeón                             |
| ------------------------- | ----------- | -------------- | ---------------------------------------- |
| Otavalo F. C.             | 7           | 6              | 1997, 1998, 1999, 2001, 2002, 2016, 2019 |
| Imbabura S. C.            | 7           | 4              | 1994, 1995, 2000, 2003, 2004, 2005, 2018 |
| Valle del Chota           | 5           | 1              | 2006, 2007, 2008, 2009, 2010             |
| Leones del Norte          | 4           | 1              | 2020, 2021, 2022, 2023                   |
| 2 de Marzo                | 2           | 2              | 1990, 1991                               |
| Pilahuin Tío              | 2           | 0              | 2012, 2013                               |
| Luz de América            | 1           | 6              | 1992                                     |
| Teodoro Gómez de la Torre | 1           | 4              | 2014                                     |
| San Antonio F. C.         | 1           | 2              | 2015                                     |
| 17 de Julio               | 1           | 1              | 1993                                     |
| Cedecot                   | 1           | 0              | 1989                                     |
| Atlético Ibarra           | 1           | 0              | 2017                                     |
| Técnico Estudiantil       | 0           | 1              |                                          |
| Deportivo El Ángel        | 0           | 1              |                                          |
| Ibarra F. C.              | 0           | 1              |                                          |
| Deportivo Ibarra          | 0           | 1              |                                          |
| Santa Fe                  | 0           | 1              |                                          |
| Chivos F. C.              | 0           | 1              |                                          |